# Porpoise Bay
Porpoise Bay – zatoka Oceanu Południowego, położona pomiędzy przylądkami Cape Morse i Cape Goodenough, we wschodniej części Banzare Coast. Jej szerokość wynosi ok. 170 km. Jej nazwa pochodzi od nazwy statku USS Porpoise.